# Бад-Кенігсгофен
Бад-Кенігсгофен (нім. Bad Königshofen) — місто в Німеччині, розташоване в землі Баварія. Підпорядковується адміністративному округу Нижня Франконія. Входить до складу району Рен-Грабфельд.
Площа — 69,52 км2. Населення становить 6045 ос. (станом на 31 грудня 2020).